# 叙济
叙济（法語：Suzy，法語發音：[syzi]）是法国上法兰西大区埃纳省的一个旧市镇，位于该省中部，属于拉昂区。2019年，叙济与市镇塞西耶尔合并为新市镇塞西耶尔-叙济。

## 地理
叙济（49°33'2"N, 3°28'3"E）面积9.86 平方千米，位于法国上法蘭西大區埃纳省，该省份为法国北部内陆省份，北起北部省，西接索姆省和瓦兹省，东临阿登省和马恩省，西南至塞纳-马恩省，东北部与比利时接壤。
与叙济接壤的市镇（或旧市镇、城区）包括：比西莱塞尔尼、塞西耶尔、福库库尔、普雷蒙特雷、圣戈班、维西尼库尔。
叙济的时区为UTC+01:00、UTC+02:00（夏令时）。

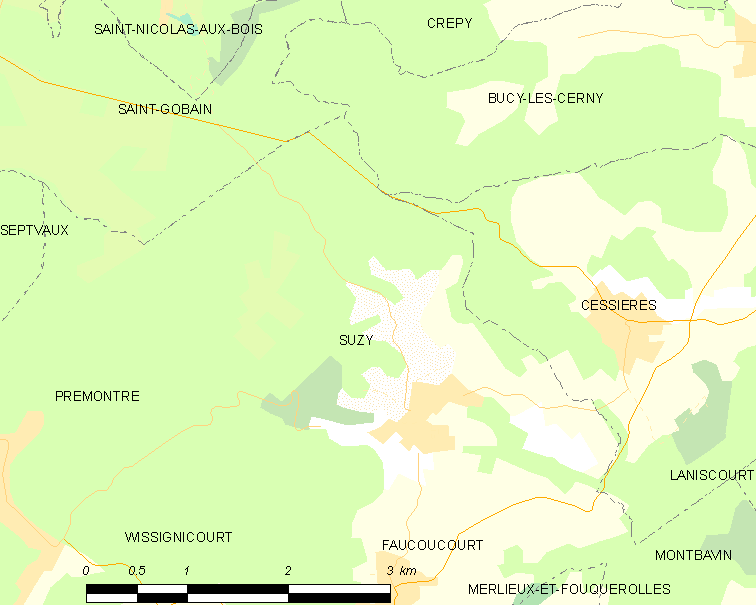
叙济的OSM定位图

## 行政
叙济的邮政编码为02320，INSEE市镇编码为02733。

## 政治
叙济所属的省级选区为拉昂第一县。

## 人口

1962-2008年间叙济人口变化图示

叙济于2018年1月1日时的人口数量为332人。